# امپراتور اوجین
امپراتور اوجین (انگلیسی: Emperor Ōjin) پانزدهمین (احتمالاً افسانه‌ای) امپراتور ژاپن، طبق سنتی فهرست امپراتوران ژاپن بود. هر دو «کوجیکی» و «نیهون شوکی» (که در مجموع به عنوان «کیکی» شناخته می‌شوند) رویدادهایی را ثبت می‌کنند که در طول زندگی ادعایی اوجین رخ داده‌اند. اوجین به‌طور سنتی به‌عنوان اولین امپراتور دوره کوفون ذکر می‌شود و در درجه اول به دلیل اینکه پسر جنجالی امپراتریس جینگو شناخته می‌شود. مورخان دیدگاه‌های متفاوتی دربارهٔ وجود واقعی او دارند. اگر اوجین واقعاً یک شخصیت تاریخی بود، فرض بر این است که او خیلی دیرتر از آنچه که گواهی می‌شود سلطنت کرد.
هیچ تاریخ مشخصی را نمی‌توان به زندگی یا سلطنت اوجین اختصاص داد، اما به‌طور سنتی او را بین سال‌های ۲۷۰ تا ۳۱۰ می‌دانند. بر اساس شینتو و بوداگرایی ژاپنی، امپراتور اوجین روح الهی خدای هاچیمان (八幡神) است. در حالی که محل قبر اوجین (در صورت وجود) ناشناخته است، او به‌طور سنتی در یک مقبره شینتو مورد احترام قرار می‌گیرد. مورخان مدرن به این نتیجه رسیده‌اند که عنوان «امپراتور» و نام «جین» توسط نسل‌های بعدی برای توصیف این امپراتور احتمالاً افسانه ای استفاده شده است.

## روایت افسانه ای
ژاپنی‌ها به‌طور سنتی وجود تاریخی این حاکم را پذیرفته‌اند و در حال حاضر مقبره ای (میساساگی) برای اوجین نگهداری می‌شود. اطلاعات موجود زیر از شبه‌تاریخ کوجیکی و نیهون شوکی گرفته شده است، که در مجموع به عنوان Kiki (記紀 شناخته می‌شوند.) یا «تواریخ ژاپنی». این وقایع نگاری شامل افسانه‌ها و اسطوره‌ها و همچنین حقایق تاریخی بالقوه است که از آن زمان تاکنون در طول زمان  اغراق‌آمیز و/یا تحریف شده‌اند. شرایط مربوط به تولد امپراتور آینده امپراتریس جینگو است زیرا شامل یک حمله فرضی به کره (کشور) و همچنین یک دوره بارداری از نظر بیولوژیکی غیرممکن (۳ سال) است. کیکی گفته است که اوجین با مرگ پدرش امپراتور چوآی آبستن شد اما متولد نشده بود. امپراتریس جینگو سپس تبدیل به یک حاکم واقعی شد که ظاهراً برای انتقام به «سرزمین موعود» (کره (کشور) حمله کرد، سپس سه سال بعد برای زایمان به سرزمین اصلی ژاپن بازگشت. سوابق حاکی از آن است که اوجین در سال ۲۰۱ پس از میلاد از امپراتریس جینگو در ولایت تسوکوشی به دنیا آمد و نام او Homutawake (誉田別尊) بود. او در چهار سالگی ولیعهد شد، اما تا سال ۲۷۰ بعد از میلاد در ۷۰ سالگی امپراتور نشد. ظاهراً امپراتور اوجین در دو کاخ زندگی می‌کرد که اکنون در اوساکا امروزی قرار دارند. سلطنت او تا زمان مرگش در سال ۳۱۰ بعد از میلاد ۴۰ سال به طول انجامید و در مجموع او دارای ۲۸ فرزند با یک همسر اصلی ناکاتسو هیمه و ده همسر غیراصلی بود. پسر چهارم او «اوزازاکی» بعداً در سال ۳۱۳ پس از میلاد به عنوان امپراتور نینتوکو بر تخت نشست.